# 邦薩摩洛共和國
邦薩摩洛共和國（Bangsamoro Republik），全名邦薩摩洛共和國联合联邦国家（United Federated States of Bangsamoro Republik，缩写为UFSBR0）是一個未受國際普遍承認的國家，以摩洛人的稱呼之一「邦薩摩洛」為國名。2013年8月12日，莫洛民族解放陣線（MNLF）主席努爾·米蘇阿里在蘇祿省達利波發表「邦薩摩洛獨立宣言」，並訂定達沃市作為首都。
根據米蘇阿里表示，該國家的領土範圍涵蓋巴西蘭省、民答那峨島、巴拉望省、蘇祿省和塔威塔威省摩洛人居住的區域。但是，米蘇阿里的法律顧問埃曼努埃尔·丰塔尼利亚（Emmanuel Fontanilla）透露宣稱的領地更廣至馬來西亞的沙巴與砂拉越。
該國的獨立宣言引用1960年聯合國大會1514號決議給予所有殖民地獨立的相關內文，宣稱擁有獨立的權利。MNLF亦宣示成為伊斯蘭會議組織（OIC）的觀察員國家。
此後，與菲律賓政府爆發了三寶顏危機。9月28日，經過戰鬥後菲律賓政府軍獲勝，邦薩摩洛實際上已經喪失所有實質控制的領土。然而，MNLF仍然持續爭取邦薩摩洛的獨立。

## 國名
邦薩摩洛（Bangsamoro）可能源自馬來語系的單字「bansa」，或者露瑪-馬諾博（Lumad-Manobo）語言的字彙「bangsa」，意思是國家、人民。「moro」則從西班牙語的「Moor」轉換而來，用以形容馬來穆斯林部落的收復失地運動。而「Republik」在馬諾博語指的是共和之意。

## 歷史

### 早期歷史
13世紀時，來自波斯灣的穆斯林將伊斯蘭教引進菲律賓南部，其中包含商人马赫杜姆·卡里姆（Makhdum Karim）在現今塔威塔威省的推廣，使得伊斯蘭教開始受到當地居民信仰。當地和馬來西亞及印尼的貿易，也間接協助了傳播的工作。
1457年起，菲律賓南部陸續出現蘇丹國，包括了巴揚（Buayan）、馬京達瑙（Maguindanao）以及蘇祿（Sulu），其中蘇祿蘇丹國被認為是菲律賓最古老的伊斯蘭政權，最後被美國兼併。

### 美治時期
主要的區域由美國下轄的摩洛省和隨後接替的單位民答那峨和蘇祿部所管理。

### 摩洛國框架協議
2012年10月15日，菲律賓政府於首都馬尼拉與莫洛伊斯蘭解放陣線（MILF）簽署摩洛國框架協議，研議成立名為「邦薩摩洛」的政治實體。此外，內文指出由MILF的代表八人加上菲律賓政府代表七人，組成共十五人的過渡委員會，負責制定相關法律交給菲律賓國會審查。

### 邦薩摩洛獨立
2013年8月12日，發表獨立宣言宣告獨立。

### 三寶顏危機
MNLF於2013年9月時攻入菲律賓人口第六多的城市三寶顏，並挾持約兩百名平民人質。指揮官胡森（Asamin Hussin）一度表示若菲律賓政府同意他們前往三寶顏市政府前懸掛邦薩摩洛的國旗，將以釋放兩百名平民人質作為交換條件。相關的戰鬥中，MNLF曾經控制三寶顏的三個區，不過最終還是被之後來到的菲律賓政府軍重創而敗北。